# Grand Lagoon
Grand Lagoon är en sjö i Antarktis. Den ligger i Sydshetlandsöarna. Argentina, Chile och Storbritannien gör anspråk på området. Grand Lagoon ligger 2 meter över havet. Den ligger vid sjön Sea Lion Tarn.
I övrigt finns följande vid Grand Lagoon:
- Atlantic Club Ridge (en bergstopp)
- Hesperides Hill (en kulle)
- Sea Lion Glacier (en glaciär)